# Ивашево (Харовский район)
Ивашево — деревня в Харовском районе Вологодской области. Входит в состав сельского поселения Шапшинское (до 2015 года — Кумзерского).
Расстояние по автодороге до районного центра Харовска — 52 км, до центра муниципального образования Кумзера — 3 км. Ближайшие населённые пункты — Машутиха, Щукинская, Горка.

## Население
По переписи 2002 года население — 2 человека.
| 2010 |
| ---- |
| 9    |